# 미크론누클레아리아속
미크론누클레아리아속(Micronuclearia)은 누클레아리아류 속의 일종이다. 포함되는 종은 Micronuclearia podoventralis이다.